# Yanny o Laurel
"Yanny o Laurel" és una il·lusió auditiva, en un enregistrament de so en anglès, al tornar a gravar una paraula més els sons de fons afegits, també barrejats a la gravació, en què es pot escoltar una veu humana, segons diferents oients situats en les mateixes condicions d'escolta, que pronuncia el nom "Yanny" en uns casos, i en altres el nom "Laurel". Aquest enregistrament es va produir el 2018 i va passar a formar part de la cultura popular als Estats Units.
En el breu enregistrament d'àudio, el 53% de més de 500.000 persones van respondre en una enquesta de Twitter que van sentir un home que deia la paraula original "Llorer", mentre que el 47% va declarar sentir una veu que deia el nom de "Yanny". L'anàlisi de les freqüències de so ha confirmat que els dos conjunts de sons estan presents a la gravació mixta, però alguns usuaris se centren en els sons de freqüència superior a "Yanny" i no sembla que sentin els sons més baixos de la paraula "Laurel". Quan el clip d'àudio s'ha reduït a les freqüències més baixes, la majoria de l'oïda han escoltat la paraula "Yanny", mentre que la reproducció més ràpida aclareix "Laurel".

## Antecedents
La gravació mixta va ser creada pels estudiants que tocaven el so de la paraula "laurel", mentre tornaven a gravar la reproducció enmig del soroll de fons a la sala. El videoclip d'àudio de la paraula principal "laurel" es va originar el 2007 a partir d'una gravació de Jay Aubrey Jones, cantant d'òpera, que va pronunciar la paraula "laurel" com una de les 200.000 pronunciacions de referència produïdes i publicades per www. vocabulari.com el 2007. El clip es va fer a casa de Jones mitjançant un ordinador portàtil i un micròfon, amb escuma envoltant per ajudar a la insonorització de la gravació.
El descobriment del fenomen d'ambigüitat s'atribueix a Katie Hetzel, una estudiant de primer any de 15 anys a la High School of Flowery Branch, a prop d'Atlanta, Geòrgia, que va publicar una descripció públicament a Instagram l'11 de maig de 2018. La il·lusió es va fer més popular quan l'amic de l'estudiant la va publicar a Reddit l'endemà. Va ser recollida pel YouTuber Cloe Feldman al seu compte de Twitter.

## La cultura pop
Entre les persones destacades que van respondre a la il·lusió auditiva hi havia Ellen DeGeneres, Stephen King i Chrissy Teigen. Laurel Halo i Yanni, els noms dels quals són similars als que es donen en la il·lusió auditiva, també van respondre. En un vídeo difós per la Casa Blanca, diversos membres de l'administració de Trump van reaccionar al meme, i el president Donald Trump va dir: "I hear covfefe", com a referència al seu tuit "covfefe" l'any anterior.
A The Guardian el clip es va comparar amb una controvèrsia que es va fer famosa el 2015 sobre "gold/blue dress". Diversos dies després que el clip es convertís en viral, l'equip de Vocabulary.com va afegir una entrada per a la paraula "Yanny", que contenia un clip d'àudio idèntic a "Laurel". La seva definició és sobre la tendència a Internet.
El 17 de maig d'aquel anys va apréixer una història viral similar al voltant de la gravació d'un home que va dir "brainstorm" ("pluja d'idees") quan molts van sentir "green needle" ("agulla verda").

## Anàlisi científica
El 16 de maig de 2018, un informe de The New York Times va assenyalar una anàlisi d'espectrograma que va confirmar com es poden agafar els sons addicionals de "yanny" en la re-gravació mixta. Els sons també es van simular combinant síl·labes de la mateixa veu de Vocabulary.com dient les paraules "Yangtze" i "sorprenent" com una combinació de sons que donaven un espectrograma similar al que els sons addicionals agrupats en la gravació de llorer.
Benjamin Munson, professor d'audiologia de la Universitat de Minnesota, va suggerir que es pot sentir "Yanny" en freqüències més altes mentre que "Laurel" es pot escoltar en freqüències més baixes. Les persones grans, la capacitat de sentir-les amb freqüències més altes és més probable que s'hagi degradat, solen sentir "llorer". Kevin Franck, el director d'audiologia de l'hospital de Boston Massachusetts Eye and Ear diu que el clip existeix en un "límit perceptiu" i el va comparar amb la il·lusió del cub Necker. El professor David Alais de l'escola de psicologia de la Universitat de Sydney també va comparar el clip amb el cub Necker o la il·lusió de la cara/gerro, anomenant-lo un "estímul perceptivament ambigu". Brad Story, professor de parla, llenguatge i audiologia de la Universitat d'Arizona, va dir que la baixa qualitat de la gravació crea ambigüitat. El doctor Hans Rutger Bosker, psicolingüista i fonètic de l'Institut Max Planck de Psicolingüística, va demostrar que és possible fer que la mateixa persona escolti el mateix videoclip de manera diferent presentant-lo en contextos acústics diferents: si se sent el clàssic àudio després d'una frase sense altes freqüències (> 1000 Hz), això fa que les freqüències més altes del següent àudio clip ambigu siguin més destacades, fent que la gent escolti "Yanny" on abans potser escoltaven "Laurel".

## Versions canviades
Si canvia el so original a freqüències més altes o baixes, el mateix oient pot comunicar interpretacions diferents. The New York Times va publicar una eina interactiva al seu lloc web que canvia el to de gravació en temps real. El control lliscant interactiu permet la reproducció de la gravació en qualsevol punt entre tres semitons més alts (per ajudar a qui escolta "Laurel") i sis semitons més baixos (per ajudar a l'oient a escoltar "Yanny").